# Dževad Turković
Dževad Turković (Podgorica, Crna Gora, 17. kolovoza 1972.), bivši je hrvatski nogometni reprezentativac.

## Igračka karijera

### Klupska karijera
Jedan od najboljih igrača Dinama iz Zagreba (tada HAŠK Građanski i Croatia), početkom 90-ih godina 20. stoljeća, jednako uspješan u obrani i napadu, igrao je najviše na poziciji desnog bočnog. Dževad Turković rođen je 17. kolovoza 1972. godine u Podgorici u Crnoj Gori. Igračku karijeru započeo je u OFK Titograd (današnja FK Mladost) gdje je za prvu momčad debitirao već 1988. godine kao šesnaestogodišnjak. U zagrebački Dinamo dolazi 1989. godine i u Maksimiru ostaje do 1996. godine s tim da je jednu sezonu proveo u Varteksu iz Varaždina. U tom razdoblju u modrom dresu osvojio je prvenstvo Hrvatske u sezonama 1992./93. i 1995./96. Bio je dio momčadi koja je osvojila Hrvatski nogometni kup u sezonama 1993./94. i 1995./96. Za Dinamo je odigrao 353 utakmice i postigao 67 pogodaka, od toga 103 nastupa i 23 pogotka u prvoligaškim natjecanjima. 
Godine 1996. Turković je otišao u Južnu Koreju i tamo igrao punih pet godina za momčad Busan Icons, a kratko 2001. godine, prije povratka u Hrvatsku, za momčad Seoegnam Ilhwa Chunma. Početkom 2002. godine vratio se u Hrvatsku i pristupio NK Osijeku, gdje je igrao do do kraja nogometne karijere 2004. godine.

### Reprezentativna karijera
Za hrvatsku reprezentaciju 1994. i 1995. godine odigrao je 6 utakmica kao nogometaš NK Croatije, 3 prijateljske i 3 kvalifikacijske. Debitirao je 18. svibnja 1994. godine u Gyoru u prijateljskoj utakmici u kojoj su Mađarska i Hrvatska odigrale neodlučeno 2:2. Od dresa reprezentacije oprostio se 3. rujna 1995. godine u Zagrebu u kvalifikacijskoj utakmici za europsko prvenstvo u kojoj je Hrvatska s visokih 7:1 pobijedila Estoniju. 

## Priznanja

### Igrač
Dinamo Zagreb
- Prva HNL (2) : 1992./93. i 1995./96.
- Hrvatski nogometni kup (2) : 1993./94. i 1995./96.

## Vanjske poveznice
- Profil, Hrvatski nogometni savez
- Statistika na službenim stranicama Korejske prve lige - K league
- Statistika na hrnogomet.com